# Pseudobiceros hancockanus
Pseudobiceros hancockanus は、クロスジニセツノヒラムシ属に属するヒラムシの一種である。

## 形態
体は濃い青色から黒色で、周囲には白とオレンジ色の縞模様があり、紫色で縁取られる。頭部には2本の短い触角があるが、体と同じ色なので見落とされやすい。腹側は紫色で、中央に線が入る。Pseudobiceros gloriosus、Pseudobiceros uniarborensisに似ているが、P. uniarborensis の縁は半透明の灰色で、外側に白い線があるのに対し、本種の縁は白色である。また、P. gloriosus は白い帯の外側が黒色である。体長は最大14cmに達する。

## 分布と生息地
インドネシア、フィジー、ケニアなど、インド太平洋の熱帯海域に分布する。サンゴ礁に生息し、サンゴの上やその破片などの隙間で見られる。

## 生態と行動
サンゴそのものを食べるのではなく、サンゴ礁の海綿動物の中に生息する小さな無脊椎動物を食べていると考えられている。体の端を波打たせて泳ぎ、長距離を移動することもある。

### 繁殖
同属他種と同様に雌雄同体であり、各個体は雄としても雌としても機能できる。交尾の際はペニスフェンシングを行い、各個体は2本の短いペニスの1本で精子を相手に注入しようとし、同時に自分自身は受精しないようにする。負けて雌となった場合、産卵に多大なエネルギーを使う必要があるため、負けないよう必死になって戦う。より優れた相手が雄となる為、敗者には自分よりもさらに優れた遺伝子を持つ子孫を生み出すことが出来るという利点もある。